# HE 0107-5240
HE 0107-5240は、ほうおう座の方角、太陽系からおよそ36,000光年離れたところにある、太陽の8割程度の質量を持つとみられる恒星である。

## 発見
南天の明るいQSOのカタログ化などを目的とした、ハンブルク/ESO掃天観測で収録された天体の中で、金属欠乏星候補を追観測することで発見され、2002年にハンブルク大学のノーベルト・クリストリーブ (Norbert Christlieb) らにより発表された。名前の"HE 0107-5240"は、ハンブルク/ESO（Hamburg/ESO）の頭文字と、天体の座標を組み合わせたものである。
追観測は、オーストラリアのサイディング・スプリング天文台で行われ、更に高分解能のスペクトルがチリのヨーロッパ南天天文台の超大型望遠鏡VLTによって取得され、HE 0107-5240が原子量の大きい金属が異常に少ない、超金属欠乏星であることがわかった。
2005年には、サイズが小さく鉄が少ないという、HE 0107-5240と似た様な性質を持つHE 1327-2326が発見されている。2014年には、更に鉄の量が少ないSMSS J031300.36-670839.3の発見も報告されている。

## 物理的性質
構成元素に金属がとても少なく、金属量の目安となる鉄/水素存在比[Fe/H]は-5以下で、太陽の20万分の1でしかない。また、年齢が120億年とも推定される非常に古い恒星で、約130億年前、ビッグバンの直後、最初に誕生した恒星の超新星残骸からできたと考えられる。
この恒星は、初期の宇宙にできた星としては比較的質量が小さい。それゆえに、これ程寿命が長くなったとも言える。質量が大きい星ほど寿命が短いため、早く死を迎えることになる。質量が小さい理由としては、連星の片割れであった可能性があると考えられている。